# Guo Nüwang
En aquest nom xinès, el cognom és Guo.
Guo Nüwang (184-235 dC), formalment coneguda com a emperadriu Wende (文德皇后; literalment: 'L'emperadriu cortesa i virtuosa'), va ser una emperadriu de Cao Wei durant el període dels Tres Regnes de la història xinesa. Va estar casada amb Cao Pi (l'emperador Wen), el primer emperador de Cao Wei.

## Rerefons familiar i casament amb Cao Pi
No és conegut quan va nàixer la futura emperadriu Guo. El que se sap és que el seu pare Guo Yong (郭永) provenia d'una línia descendent de funcionaris menors locals. De jove, va ser coneguda per la seva intel·ligència, i el seu pare, impressionat pel seu talent, li va donar el nom poc comú de Nüwang (literalment, 'rei femella', que en temps moderns sovint s'utilitza com a traducció per 'reina regnant'). Això no obstant, els seus pares van morir d'hora i es va convertir en una serventa de la casa d'un marquès de Tongdi. No se sap com va ocórrer, però finalment es va convertir en una concubina de Cao Pi, durant l'època en què ell era el príncep hereu del principat de Wei sota les ordres del seu pare Cao Cao. Cao Pi va quedar impressionat amb el seu talent i bellesa, i es va convertir ràpidament en una de les seves favorites; tant és així que va començar a desatendre la seva dona Zhen Luo, que era també coneguda per la seva bellesa. Ella, a més, va crear tensió entre Cao Pi i la dama Zhen, sembrant la llavor del recel en la ment de Cao Pi sobre que el fill de la dama Zhen, Cao Rui, no era el seu fill biològic, sinó més aviat el fill de l'anterior espòs de la dama Zhen, Yuan Xi, citant el fet que Cao Rui va néixer aparentment només vuit mesos després que Cao Pi s'hagués casat amb la dama Zhen. Va ser per això que la dama Zhen, finalment, va perdre totalment el favor de Cao Pi, i després que ell es va convertir en emperador de Cao Wei en el 220 (després de forçar l'emperador Xian de Han a abdicar a ell), ell forçà la dama Zhen a suïcidar-se en el 221. En el 222, ell va fer la dama Guo emperadriu.

## Com a emperadriu
Després que Guo Nüwang es va convertir en emperadriu, es deia que havia estat un bona líder de les consorts imperials, tractant-les bé i disciplinant-les de manera apropiada quan actuaven de forma inadequada, alhora que amaga de Cao Pi les seves faltes. Pel que sembla ella va viure austerament. La seva influència sobre l'administració del seu marit va semblar ser mínima, i l'únic incident en el qual se l'esmenta va ocórrer en el 226, quan, a instàncies de la seva sogra l'emperadriu vídua Bian, ella intercedí en defensa de Cao Hong, permetent que se li perdonés la vida a Cao Hong, tot i que Cao Pi tenia de greuges anteriors contra ell.
L'emperadriu Guo no va tenir cap fill. El fill major de Cao Pi, Cao Rui, fill de la dama Zhen, era per tant considerat el presumpte hereu, però a causa del destí de la seva mare no va ser príncep hereu, sinó només príncep de Pingyuan (fou descrit de manera inconseqüent d'haver estat criat per l'emperadriu Guo o bé per la concubina de Cao Pi, la consort Li). Mentre va ser emperadriu, aparentment va tenir una relació cordial amb el príncep Rui. No hi cap prova sobre que s'oposara a la seva candidatura quan Cao Pi, greument malalt en el 226, el va crear príncep hereu. Cao Pi va faltar poc després, i Cao Rui n'ascendí al tron (com l'emperador Ming).

## Com a emperadriu vídua
El nou emperador, encara que va honrar la seva mare com una emperadriu, també va honrar-hi la seva madrastra com a emperadriu vídua, i va conferir als membres de la seva família quantitats moderades de riqueses i títols. Quan ella va transir en el 235, va ser soterrada amb honors d'una emperadriu i al costat del seu marit Cao Pi. La seva família es mantingué honorada gràcies al seu fillastre.
Com l'emperadriu vídua Guo va morir, això no obstant, és un assumpte de controvèrsia històrica. Un relat històric aparentment fiable (encara que no concloent) afirma que en un punt durant el regnat de Cao Rui, la consort Li li va contar a l'emperador el paper de l'emperadriu vídua Guo en la mort de la dama Zhen —i a més li va dir que després que morí la dama Zhen, va ser a suggeriment de l'emperadriu vídua Guo que fos soterrada amb el cabell cobrint-li la cara i la boca plena de pellofes de gra d'arròs—, de manera que fins i tot després de la seva mort fos incapaç de queixar-se. Cao Rui s'enfurismà i es va enfrontar a l'emperadriu vídua Guo, que no podia negar-hi la seva participació directa. Llavors ell la va obligar a suïcidar-se i, tot i que la van enterrar amb els honors d'una emperadriu, li va fer cobrir la cara amb el cabell (de manera que no veiés la llum del sol mai més), i li va fer omplir la boca de pellofes de gra d'arròs (perquè mai no pogués dir res en el més enllà).